# Gare de Commercy
Gare de Commercy – stacja kolejowa w Commercy, w departamencie Moza, w regionie Grand Est, we Francji.
Została otwarta w 1851 przez Compagnie du chemin de fer de Paris à Strasbourg i przekazana do Compagnie des chemins de fer de l’Est w 1854 roku. Jest stacją Société nationale des chemins de fer français (SNCF), obsługiwaną przez pociągi TER Lorraine.